# 中華鬼鮋
中華鬼鮋（学名：Inimicus sinensis），又名鬼虎魚、貓魚、魚虎、虎魚、石狗公，为輻鰭魚綱鮋形目鮋亞目毒鮋科鬼鮋屬下的一个种，為熱帶海水魚，分布於印度西太平洋區，從印度至印尼、西澳大利亞海域，棲息深度5-90公尺，體長可達26公分，棲息在礁石區附近砂底質海域，生活習性不明，具有毒性。
其种加词“sinensis”意为“中华的”。